# Фантастичният господин Фокс
„Фантастичният господин Фокс“ (на английски: Fantastic Mr. Fox) е американски стоп-моушън детски анимационен филм от 2009 г. на режисьора Уес Андерсън, базиран по едноименния детски роман през 1970 г. на писателя Роалд Дал.
Филмът е пуснат по кината през есента на 2009 г. и участват Джордж Клуни, Мерил Стрийп, Джейсън Шварцман, Бил Мъри, Уилям Дефо, Майкъл Гамбън и Оуен Уилсън. За режисьора Уес Андерсън е неговия първи анимационен филм и филмова адаптация. Развитието по проекта започна през 2004 г. като сътрудничество между Андерсън и Хенри Селик (който работи с Андерсън за филма „Морски живот със Стив Зису“ през 2004 г.) под Revolution Studios. През 2007 г. Revolution Studios се сгъна, Селик започва да режисира „Коралайн“, и работата по филма се премести в 20th Century Fox. Продукцията започна в Лондон през 2007 г. Пуснат на екран на 13 ноември 2009 г. и има одобрение от 93% за „Rotten Tomatoes“. Филмът получи и номинация за Оскар за най-добър анимационен филм.

## Сюжет
Изминали са 2 години, откакто господин Фокс е спрял да краде птици. Той се отдава на живота си на съпруг и баща. Решен отново да започне с краденето на птици, господин Фокс, обира най-злите фермери в града. Сега, когато цялото му семейство е в беда, е готов да измисли фантастичен план.

## Герои
господин Фокс е антропоморфен лисугер и главен герой във филма. Съпруг на госпожа Фокс, баща на Аш и чичо на Кристоферсън. Озвучен е от Джордж Клуни.
госпожа Фокс е съпругата на господин Фокс, майката на Аш и леля на Кристоферсън. Тя е смела и отговорна. Озвучена е от Мерил Стрийп.
Аш Фокс е синът на господин и госпожа Фокс и братовчед на Кристоферсън. Постоянно е намусен. Всички го смятат за странен. Озвучен е от Джейсън Шварцман.
Кристоферсън е племенник на господин и госпожа Фокс и братовчед на Аш. През повечето време се занимава с медитация и е добър атлет и каратист. Той е при чичо си и леля си, защото баща му е сериозно болен. Озвучен е от Ерик Чейс Андерсън.

## В България
В България филмът е излъчван на 6 август 2011 г. по HBO с български войсоувър дублаж в превод на Десислава Недкова, на 6 април 2013 г. по Нова телевизия с дублаж и на 19 март 2023 г. по Фокс с дублаж.